# Hemidactylus taylori
Hemidactylus taylori este o specie de șopârle din genul Hemidactylus, familia Gekkonidae, descrisă de William Kitchen Parker în anul 1932. Conform Catalogue of Life specia Hemidactylus taylori nu are subspecii cunoscute.